# Jodocus Heringa Eliza’s zoon

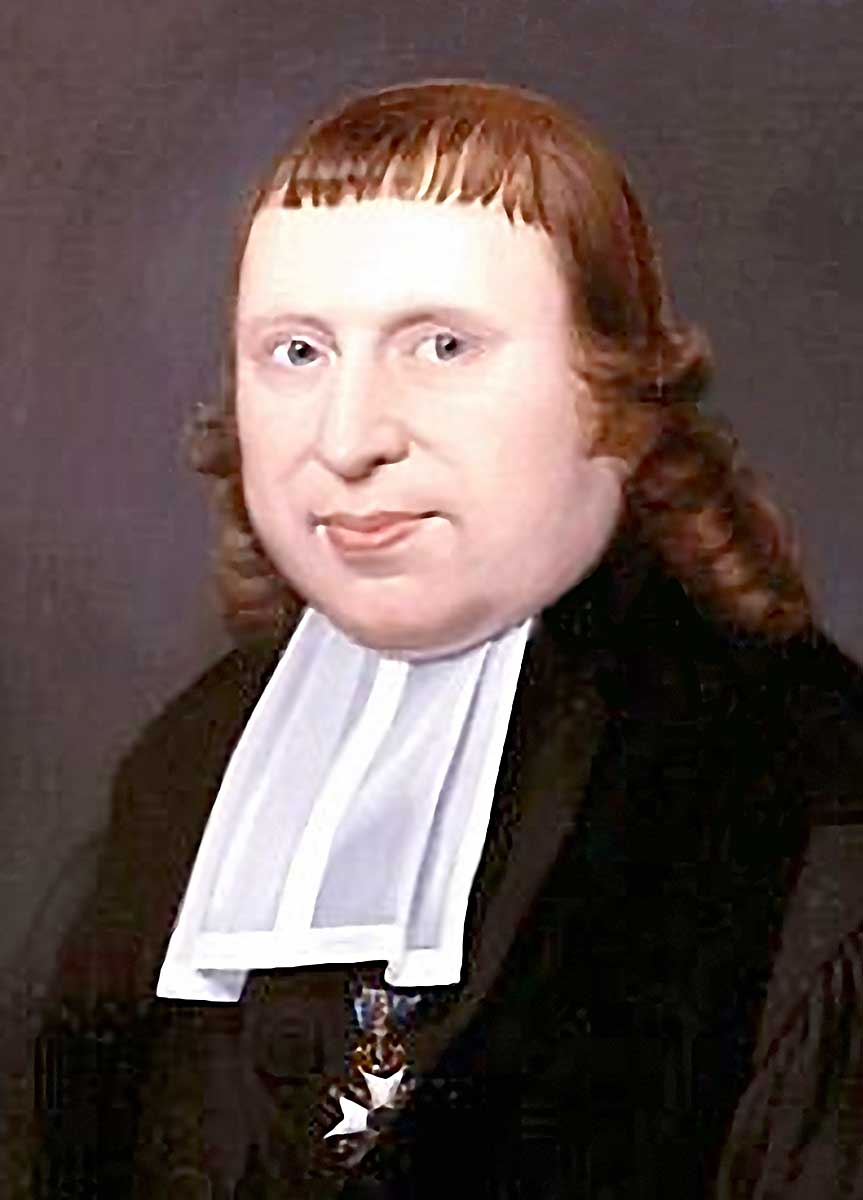
Jodocus Heringa Eliza’s zoon

Jodocus Heringa Eliza’s zoon (* 14. Oktober 1765 in Gorredijk; † 18. Januar 1840 in Utrecht) war ein niederländischer reformierter Theologe.

## Leben
Der Sohn des Chirurgen Eliza Heringa, der später Generalphysikus in Leeuwarden wurde, und dessen Frau Jahnke Halbertsma, hatte mit seinem zehnten Lebensjahr die Lateinschule in Groningen besucht. Nachdem er in vier Jahren unterschiedliche Klassen durchlaufen hatte, wurde er in seinem fünfzehnten Lebensjahr am 9. März 1780 an der Universität Groningen immatrikuliert. Hier hatte er sich angeregt durch seinen Onkel Johannes Heringa (1733–1816) die theologischen Wissenschaften anvisiert. Zu diesem Zweck absolvierte er die nötigen Grundlagen bei Johannes Ruardi (1746–1815) in der lateinischen und griechischen Sprache und bei Nikolaus Wilhelm Schröder (1721–1798) in der Hebräischen und den arabischen Sprachen. 
Nachdem er ausreichende Fortschritte erzielt hatte, wendete er sich dem Studium der Theologie zu, wozu er die Vorlesungen von Paulus Chevallier (1722–1795), Gerardus Kuijpers (1722–1798), Theodorus Lubbers (1731–1804) und Petrus Abresch frequentierte. Unter Abresch hatte er am 7. Dezember 1785 die Abhandlung philologici-theologica de formula baptismi verteidigt und erhielt am 8. Oktober 1786 ein Predigtamt in Nijkerk. Am 11. Dezember 1791 wurde er Pfarrer in Vlissingen. Von dort beriefen ihn die Kuratoren der Universität Utrecht am 13. Januar 1794 zum Professor der Theologie und damit verbunden auf eine Pfarrstelle in Utrecht. 
Dazu wurde er am 2. April 1794 von Hermann Royaards zum Doktor der Theologie promoviert und er trat das ihm übertragene Amt am 5. Juni 1794 mit der Rede de theologiae in scholis institutione ad praesentem reipublicae christianae conditionem prudenter accommodanda an. Seinen Pfarrdienst hingegen begann er mit einer Lehrrede über Joh. XVI; 8-11. Nachdem er Berufungen ans Athenaeum Illustre in Amsterdam und an die Universität Leiden abgelehnt hatte, erhielt er am 11. Dezember 1797 zudem die Professur der natürlichen und christlichen Theologie, welche er am 22. April 1799 mit der Professur der Erläuterung des Neuen Testaments vertauschte. 
Er beteiligte sich auch an den organisatorischen Aufgaben der Hochschule. So hatte er im Jahr 1798/99 erstmals das Rektorat der Alma Mater inne, welches er mit einer Rede über das Neue Testament niederlegte. Besonders schwierig gestalte sich durch die französische Besatzung seine Amtszeit ab 1811. Jedoch mit viel Einsatz konnte er bis 1816 die Hochschule durch alle Gefahren jener Zeit manövrieren. Selbst eine Einstellung des Lehrbetriebs vom 16. Oktober 1815 bis 6. November 1815 konnte überwunden werden, wie seine am 26. März 1816 gehaltenen Abschiedsrede de rebus, quae Academiae Rheno-Trajectinae, ipso Rectore, acciderunt, prosperis et adversis darlegt. 
Nachdem er 1824/25 zum dritten Mal Rektor der Alma Mater gewesen war, schied er 1835 aus seiner Hochschullehrertätigkeit als Emeritus, blieb aber bis zu seinem Lebensende Professor der Hochschule. Heringa war seit 1797 Mitglied der holländischen Gesellschaft der Wissenschaften in Haarlem und seit 1827 war er Mitglied der königlich niederländischen Akademie der Wissenschaften (KNAW). Heringa hatte mit seinem Amtsantritt in Utrecht versucht, die Terminologie der Dogmatik biblischer zu gestalten. Ihm lag es am Herzen, im Geist der biblischen Philosophie eine bessere Menschheit zu erziehen.
Heringa war zwei Mal verheiratet. Seine erste Ehe schloss er am 3. Juni 1787 mit Geertruida Wolvega (1767–1797). Seine zweite Ehe ging er am 28. April 1803 mit Clara Judit Nagel (1759–1825) ein. Seine Söhne Konrad Heringa (1790–1869) und Eliza Heringa (1795–1861) wurden ebenfalls Theologen.

## Werke (Auswahl)
- Redevoering bij het overlijden van Steven Jan van Geuns. Utrecht, 1795
- Leerrede over het betamend gebruik der vrijheid. Utrecht, 1795
- Praktikale aanmerkingen en bijvoegsels op H.C. Bergen, Gedenkwaardigheden uit het leven van Jezus. 2 D. Leyden, 1800
- Afgeperste verdediging. Utrecht, 1803, 3. Bde.
- Ter gedachtenis van wijlen Jan Frederik van Beeck Calkoen, Hoogl. in de Wijsbeg., Wis- en Sterrek. aan de Hoogeschool te Utrecht. Utrecht, 1813
- Redevoering over het Gode gevallige der onderneming van het Zendeling Genootschap. Utrecht, 1813
- Redevoering ter inwijding van de Academie van Utrecht. Utrecht, 1815
- Tiental Bijbeloefeningen in Leerredenen. Amsterdam, 1818
- Tiental Leerredenen ter aanprijzing van Christelijke deugden. Amsterdam, 1826
- Kerkelijke Raadvrager en Raadgever. Utrecht, 1826–1843, 4. Bde
- Raad en aanmoediging tot biddend werken en strijden, voor het bedreigde Vaderland, in twee Leerredenen. Utrecht, 1831
- Beoordeeling van de nieuwe uitgave der Prolegomena in N.T. van J.J. Wetstein. Amsterdam 1832
- Berigt aangaande de zeven stellingen betreffende de formulieren van eenigheid des geloofs in de Nederl. Herv. kerk, onder voorzitting van den Utrechtschen hoogleeraar der Herv. kerk, J. Heringa, verdedigd, nu nader door hem verklaard. Utrecht, 1835
- Nagelatene Leerredenen. Utrecht, 1840–1842, 2. Bde.
- Oratio, de Auditorio Academiae Rheno-Trajectinae, variam olim fortunam experto, nunc praesenti ejus conditioni adaptato, dicta publice, d. 25 Martii, Ao. 1825.
- Dissertatio de codice Boreeliano nunc Rheno-Traject. Utrecht 1843
- Opera exegetica et hermeneutica. Edidit adjectis annotationibus; Operis conspectu; Indicibus et praemissa Praefatione, H.E. Vinke. Utrecht 1845